# Primera División de Serbia y Montenegro 2005-06
La Primera División de Serbia y Montenegro en su temporada 2005-06, fue la 14ª edición del torneo, y es la última que se celebrará bajo esta denominación, A partir de la próxima temporada será llamada Superliga de Serbia. El campeón fue el club Estrella Roja de Belgrado que consiguió su 24° título en su historia, logró además el doblete al vencer en la final de la copa al OFK Belgrado.
El 21 de mayo de 2006 se vota la independencia de Montenegro, debido a esto abandonan la liga los clubes Zeta Golubovci, Buducnost Podgorica y Jedinstvo Bijelo Polje) para pasar a formar parte de la recién conformada Primera División de Montenegro.

## Formato de competición
Los mejores dieciséis clubes del país participaron en la competición y se agrupan en un único grupo en que se enfrentan dos veces a sus oponentes en dos ruedas (ida y vuelta). Al final de la temporada los últimos cuatro de la clasificación son relegados y sustituidos por los dos mejores clubes de la Segunda Liga.

## Primera Liga
| Pos | Club                    | PJ | PG | PE | PP | GF | GC | DG  | Pts |
| --- | ----------------------- | -- | -- | -- | -- | -- | -- | --- | --- |
| 1.  | Estrella Roja Belgrado  | 30 | 25 | 3  | 2  | 73 | 23 | +50 | 78  |
| 2.  | Partizan Belgrado       | 30 | 22 | 5  | 3  | 53 | 17 | +36 | 71  |
| 3.  | Voždovac Belgrado       | 30 | 15 | 6  | 9  | 52 | 38 | +14 | 51  |
| 4.  | Hajduk Kula             | 30 | 13 | 11 | 6  | 41 | 26 | +15 | 50  |
| 5.  | Zeta Golubovci          | 30 | 14 | 5  | 11 | 42 | 36 | +6  | 47  |
| 6.  | OFK Belgrado            | 30 | 13 | 5  | 12 | 35 | 29 | +6  | 44  |
| 7.  | Borac Cacak             | 30 | 12 | 8  | 10 | 32 | 27 | +5  | 44  |
| 8.  | Buducnost Banatski Dvor | 30 | 13 | 5  | 12 | 34 | 31 | +3  | 44  |
| 9.  | Vojvodina Novi Sad      | 30 | 11 | 10 | 9  | 28 | 27 | +1  | 43  |
| 10. | Zemun Belgrado          | 30 | 11 | 8  | 11 | 34 | 39 | -5  | 41  |
| 11. | FK Smederevo            | 30 | 11 | 6  | 13 | 30 | 37 | -7  | 39  |
| 12. | Habitfarm Ivanjica      | 30 | 8  | 8  | 14 | 22 | 35 | -13 | 32  |
| 13. | Rad Belgrado            | 30 | 9  | 4  | 17 | 27 | 35 | -8  | 31  |
| 14. | Buducnost Podgorica     | 30 | 6  | 10 | 14 | 24 | 43 | -19 | 25  |
| 15. | Obilić Belgrado         | 30 | 3  | 6  | 21 | 23 | 53 | -30 | 15  |
| 16. | Jedinstvo Bijelo Polje  | 30 | 3  | 2  | 25 | 18 | 72 | -54 | 11  |

|  | Campeón y clasificado a Liga de Campeones de Europa |
|  | Clasificado a Copa de la UEFA                       |
|  | Descendido a Segunda Liga                           |
|  | Emigra a Primera División de Montenegro             |

### Máximos Goleadores
| Goles           | Jugador        | Club |
| --------------- | -------------- | ---- |
| Srdjan Radonjic | FK Partizan    | 20   |
| Dusan Djokic    | Estrella Roja  | 19   |
| Bosko Jankovic  | Estrella Roja  | 12   |
| Nikola Žigić    | Estrella Roja  | 12   |
| Drazen Milic    | Zeta Golubovci | 12   |
| Nenad Milijas   | FK Zemun       | 12   |
| Dejan Osmanovic | Hajduk Kula    | 11   |
| Milan Purovic   | Estrella Roja  | 11   |

### Plantel Campeón
- La siguiente es la plantilla del equipo campeón Estrella Roja de Belgrado.

| Estrella Roja |
| Porteros: Vladimir Stojkovic (21), Ivan Randjelovic (7), Zoran Banovic (1). Defensores: Aleksandar Lukovic (27), Dusan Basta (25), Milan Bisevac (20), Vladimir Mudrinich (20), Nebojsa Joksimovic (18), Bojan Miladinovic (6), Slavoljub Djordjevic (1), Nenad Tomovic (1), Yagosh Vukovich (1). Centrocampistas: Milan Dudic (28), Bosko Jankovic (26), Nenad Kovacevic (25), Dejan Milovanovic (23), Dragan Mladenkovich (17), Nikola Trajkovic (13), Nenad Milijas (10), Radovan Krivokapic (9), Ardian Dzhokay (8), Haminu Dramani (4), Dusan Andjelkovic (3). Delanteros: Milan Purovich (24), Nikola Žigić (23), Marko Perović (18); Milanko Rašković (13), Dusan Djokic (9) Takayuki Suzuki (6); Boban Stojanovic (4), Marko Pantelic (3), Filip Djordjevic (1), Dragan Mrdja (1). Entrenador: Walter Zenga. |

## Segunda Liga

### Grupo SRBIJA (Serbia)
| Pos | Club                   | PJ | PG | PE | PP | GF | GC | DG  | Pts |
| --- | ---------------------- | -- | -- | -- | -- | -- | -- | --- | --- |
| 1.  | Bežanija Novi Beograd  | 38 | 25 | 7  | 6  | 70 | 25 | +45 | 82  |
| 2.  | Mladost Apatin         | 38 | 23 | 9  | 6  | 56 | 18 | +38 | 78  |
| 3.  | Čukarički Belgrado     | 38 | 22 | 9  | 7  | 63 | 29 | +34 | 75  |
| 4.  | Pivara Celarevo        | 38 | 22 | 8  | 8  | 59 | 29 | +30 | 74  |
| 5.  | SREM Sremska Mitrovica | 38 | 17 | 9  | 12 | 47 | 41 | +6  | 60  |
| 6.  | Napredak Krusevac      | 38 | 17 | 7  | 14 | 49 | 43 | +6  | 58  |
| 7.  | Macva Šabac            | 38 | 14 | 13 | 11 | 54 | 55 | -1  | 55  |
| 8.  | FK Sevojno             | 38 | 13 | 13 | 12 | 44 | 42 | +2  | 52  |
| 9.  | Spartak Subotica       | 38 | 13 | 12 | 13 | 43 | 41 | +2  | 51  |
| 10. | Radnicki Nis           | 38 | 14 | 9  | 15 | 37 | 40 | -3  | 51  |
| 11. | BASK Belgrado          | 38 | 14 | 8  | 16 | 47 | 54 | -7  | 50  |
| 12. | FK Mladenovac          | 38 | 12 | 11 | 15 | 36 | 46 | -10 | 47  |
| 13. | Radnicki Pirot         | 38 | 13 | 7  | 18 | 50 | 52 | -2  | 46  |
| 14. | Vlasina Vlasotince     | 38 | 10 | 14 | 14 | 37 | 47 | -10 | 44  |
| 15. | FK Novi Pazar          | 38 | 11 | 11 | 16 | 34 | 53 | -19 | 44  |
| 16. | PSK Pancevo            | 38 | 11 | 7  | 20 | 47 | 58 | -11 | 40  |
| 17. | Jedinstvo Ub           | 38 | 11 | 7  | 20 | 37 | 54 | -17 | 40  |
| 18. | Radnicki Kragujevac    | 38 | 10 | 9  | 19 | 36 | 59 | -23 | 39  |
| 19. | FK Novi Sad            | 38 | 9  | 8  | 21 | 31 | 53 | -22 | 35  |
| 20. | OFK Nis                | 38 | 7  | 6  | 25 | 26 | 64 | -38 | 27  |

- Ascendidos: BSK Borca, FK Indjija, Mladost Lucani, Dinamo Vranje.

### Grupo CRNA GORA (Montenegro)
| Pos | Club              | PJ | PG | PE | PP | GF | GC | DG  | Pts |
| --- | ----------------- | -- | -- | -- | -- | -- | -- | --- | --- |
| 1.  | Rudar Pljevlja    | 36 | 22 | 6  | 8  | 58 | 34 | +24 | 72  |
| 2.  | Sutjeska Niksic   | 36 | 15 | 11 | 10 | 40 | 28 | +12 | 56  |
| 3.  | Kom Podgorica     | 36 | 14 | 10 | 12 | 37 | 32 | +5  | 52  |
| 4.  | Grbalj Radanovici | 36 | 14 | 9  | 13 | 34 | 34 | 0   | 51  |
| 5.  | Mogren Budva      | 36 | 12 | 12 | 12 | 36 | 32 | +4  | 48  |
| 6.  | FK Petrovac       | 36 | 11 | 14 | 11 | 33 | 34 | -1  | 47  |
| 7.  | FK Dečić Tuzi     | 36 | 11 | 14 | 11 | 32 | 34 | -2  | 47  |
| 8.  | FK Zora Spuz      | 36 | 11 | 14 | 11 | 34 | 35 | -1  | 47  |
| 9.  | FK Mornar Bar     | 36 | 9  | 7  | 20 | 23 | 46 | -23 | 33  |
| 10. | Bokelj Kotor      | 36 | 7  | 11 | 18 | 30 | 48 | -18 | 32  |

- El 21 de mayo de 2006 se vota la independencia de Montenegro y se crea la nueva Primera División de Montenegro, que en su primera edición la conformaran los tres clubes que abandonan la primera liga (Zeta Golubovci, Buducnost Podgorica y Jedinstvo Bijelo Polje) más los siete primeros lugares de este torneo.